# Юрковка (Федоровський район)
Юрко́вка (рос. Юрковка, башк. Юрковка) — присілок у складі Федоровського району Башкортостану, Росія. Входить до складу Дідовської сільської ради.
Населення — 176 осіб (2010; 185 в 2002).
Національний склад:
- росіяни — 68%
- татари — 26%